# Berna (monument al naturii)
Berna (în ucraineană Берна) este un monument al naturii de tip botanic de importanță locală din raionul Adâncata, regiunea Cernăuți (Ucraina), situat la sud-est de satul Corcești. Este administrat de „Silvicultura Storojineț” (parcelele 59/9).
Suprafața ariei protejate constituie 5 hectare, fiind creată în anul 2006 prin decizia comitetului executiv regional. Statutul a fost acordat pentru protejarea poienii în care cresc specii de plante enumerate în Cartea Roșie a Ucrainei: fritillaria meleagris, brândușă de toamnă, brândușă de munte și o specie rară în subcarpați – bulbuc de munte. Poiana este înconjurată de o pădure de arțar, pin, brad și alte specii.